# Marion (Massachusetts)
Marion es un pueblo ubicado en el condado de Plymouth en el estado estadounidense de Massachusetts. En el Censo de 2010 tenía una población de 4.907 habitantes y una densidad poblacional de 72,5 personas por km².

## Geografía
Marion se encuentra ubicado en las coordenadas 41°42′18″N 70°44′58″O / 41.70500, -70.74944. Según la Oficina del Censo de los Estados Unidos, Marion tiene una superficie total de 67.69 km², de la cual 36.24 km² corresponden a tierra firme y (46.46%) 31.44 km² es agua.

## Demografía
Según el censo de 2010, había 4.907 personas residiendo en Marion. La densidad de población era de 72,5 hab./km². De los 4.907 habitantes, Marion estaba compuesto por el 92.72% blancos, el 1.67% eran afroamericanos, el 0.1% eran amerindios, el 0.63% eran asiáticos, el 0.04% eran isleños del Pacífico, el 2.59% eran de otras razas y el 2.24% pertenecían a dos o más razas. Del total de la población el 1.06% eran hispanos o latinos de cualquier raza.